# ويليام فير
ويليام فير (بالإنجليزية: William Fehr)‏ هو شخصية أعمال جنوب أفريقي، ولد في 17 أبريل 1892 في Burgersdorp ‏ في جنوب أفريقيا، وتوفي في 2 أبريل 1968.